# کشتار پلی‌تکنیک مونترآل
کشتار پلی‌تکنیک مونترآل (فرانسوی: tuerie de l'École polytechnique‎) که با عنوان «کشتار مونترآل» نیز شناخته می‌شود، تیراندازی زن‌ستیزانه بود که در ۶ دسامبر ۱۹۸۹ در اکول پلی‌تکنیک مونترآل در استان کبک رخ داد. در این حادثه، چهارده زن کشته و ده زن و چهار مرد زخمی شدند.
عامل این حمله، مارک لپین ۲۵ ساله، با یک تفنگ نیمه‌خودکار مجاز و یک چاقوی شکاری وارد مدرسه شد. او در یکی از کلاس‌های مهندسی مکانیک، دانشجویان زن و مرد را از یکدیگر جدا کرد و از مردان خواست کلاس را ترک کنند. سپس به سوی نه زن حاضر در کلاس شلیک کرد و شش نفر از آنان را به قتل رساند. در حدود ۲۰ دقیقه پس از این واقعه، لپین در راهروها، کافه‌تریا و دیگر کلاس‌ها به جستجوی زنان پرداخت و به سوی افراد بیشتری شلیک کرد. در مجموع، چهارده زن را به قتل رساند، ده زن و چهار مرد را زخمی کرد و سرانجام خودکشی کرد.

امروزه این کشتار به عنوان اقدامی تروریستی با انگیزه زن‌ستیزانه شناخته می‌شود و نمادی از خشونت گسترده علیه زنان در جامعه به‌شمار می‌آید. سالگرد این رویداد به عنوان «روز ملی یادبود و اقدام علیه خشونت علیه زنان» گرامی داشته می‌شود. لپین پیش‌تر اعلام کرده بود که با فمینیسم مخالف است. پس از این فاجعه، مردم کانادا به بحث دربارهٔ انگیزه‌های او و اهمیت این حادثه پرداختند. برخی تفسیرها بر سوءرفتارهایی که او در کودکی تجربه کرده بود تأکید داشتند و برخی دیگر، این اقدام را حاصل اختلالات روانی فردی و بی‌ارتباط با مسائل اجتماعی گسترده‌تر می‌دانستند.

در پی این حادثه، قانون‌گذاران کانادایی مقررات سختگیرانه‌تری برای کنترل اسلحه وضع کردند و مقامات نیز اقدامات تازه‌ای برای مقابله با خشونت علیه زنان در پیش گرفتند. این کشتار همچنین منجر به اصلاح پروتکل‌های واکنش اضطراری شد؛ از جمله اینکه پلیس موظف شد در همان دقایق اولیه وارد عمل شود تا از افزایش شمار قربانیان جلوگیری کند. این تغییرات در حوادث تیراندازی بعدی در مونترآل و سایر مناطق تأثیر مثبتی داشت و به کاهش تلفات انجامید. کشتار پلی‌تکنیک مونترآل تا پیش از حملات نوا اسکوشیا در سال ۲۰۲۰ که به مرگ ۲۲ نفر انجامید، مرگبارترین تیراندازی دسته‌جمعی در تاریخ کانادا بود.

## سیر رویدادها

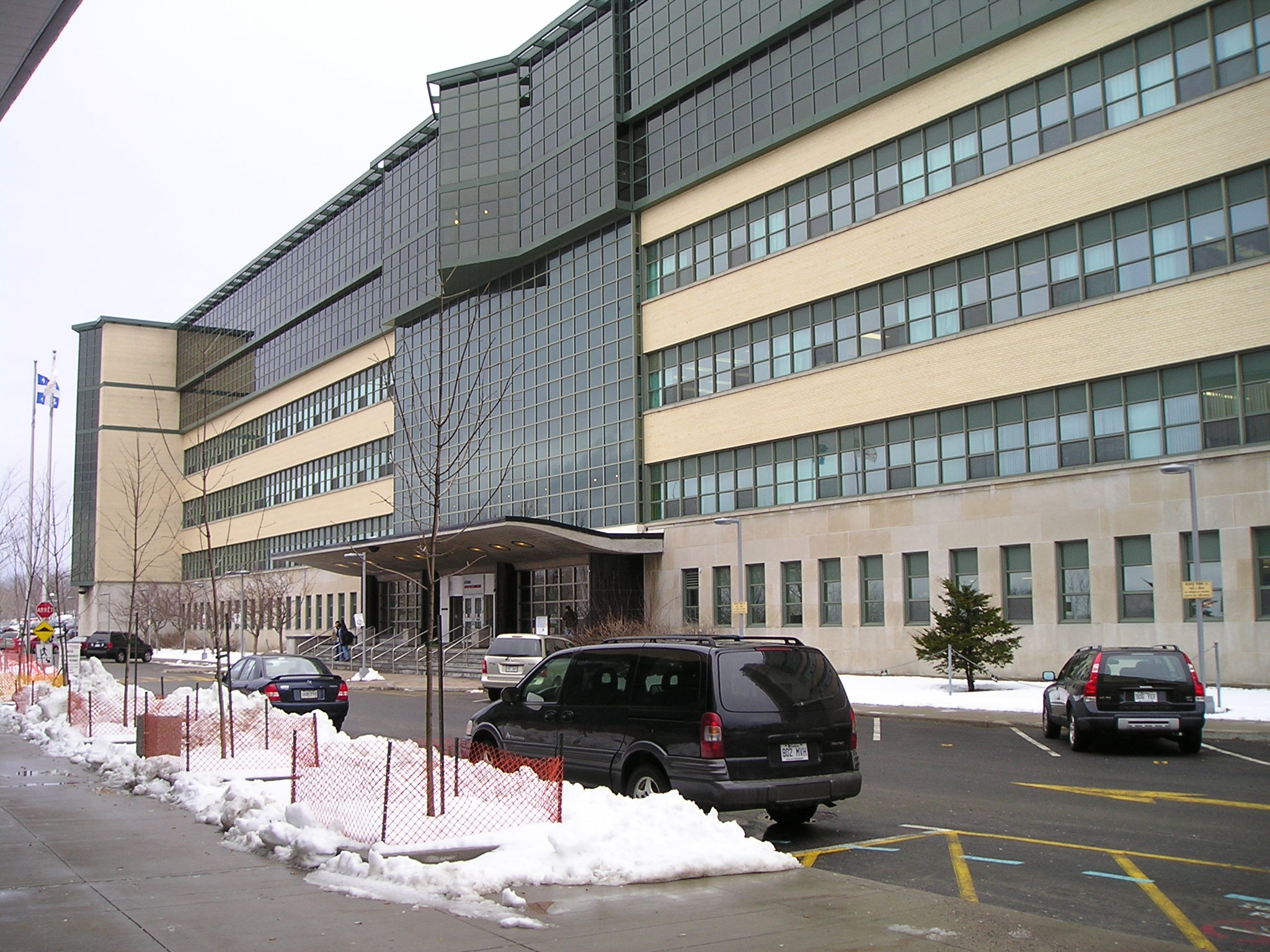
محوطه بیرونی اکول پلی‌تکنیک مونترآل

مارک لپین کمی پس از ساعت ۴ بعدازظهر روز ۶ دسامبر ۱۹۸۹ وارد ساختمان پلی‌تکنیک مونترآل، وابسته به دانشگاه مونترآل شد. او مسلح به یک تفنگ نیمه‌خودکار روگر مینی-۱۴ و یک چاقوی شکاری بود. این تفنگ را کمتر از یک ماه پیش، در ۲۱ نوامبر، به‌طور قانونی از فروشگاهی در مونترآل خریداری کرده و گفته بود قصد شکار حیوانات کوچک را دارد. تحقیقات بعدی نشان داد که او در هفته‌های منتهی به ۶ دسامبر، دست‌کم هفت بار در داخل یا اطراف ساختمان پلی‌تکنیک دیده شده بود.

لپین مدتی در دفتر ثبت‌نام واقع در طبقه دوم نشست. با وجود اینکه یکی از کارکنان از او پرسید آیا کمکی نیاز دارد، او پاسخی نداد و دفتر را ترک کرد. سپس در بخش‌های مختلف ساختمان پرسه زد تا این که حدود ساعت ۵:۱۰ عصر وارد یکی از کلاس‌های مهندسی مکانیک در طبقه دوم شد که حدود شصت دانشجو در آن حضور داشتند. پس از نزدیک شدن به دانشجویی که مشغول ارائه بود، از همه خواست کارشان را متوقف کنند و دانشجویان زن و مرد را از هم جدا شوند. ابتدا کسی واکنشی نشان نداد چون تصور می‌کردند این یک شوخی است، اما وقتی لپین به سقف تیراندازی کرد، فضا جدی شد.

پس از جدا کردن دانشجویان، او به حدود پنجاه مرد دستور داد کلاس را ترک کنند. سپس رو به زنان کرد و پرسید آیا می‌دانند چرا آنجا هستند. یکی از دانشجویان از او پرسید که کیست، و او پاسخ داد که با فمینیسم مبارزه می‌کند. ناتالی پروو، یکی از دانشجویان، اعتراض کرد که آنها فقط زنانی هستند که مهندسی می‌خوانند و نه فمینیست‌هایی که با مردان مبارزه می‌کنند یا برای اثبات برتری‌شان راهپیمایی راه می‌اندازند. با این حال، لپین به سوی دانشجویان زن شلیک کرد و شش نفر را کشت: هلن کولگان، ناتالی کروتو، باربارا دینیو، آن-ماری لامه، سونیا پلتیه و آنی سنت-آرنولت و سه نفر دیگر از جمله پروو را زخمی کرد.
او سپس به راهرو طبقه دوم رفت، به سه دانشجو شلیک کرد و وارد کلاس دیگری شد. در آنجا دوبار سعی کرد به یک دانشجوی زن شلیک کند اما اسلحه‌اش از کار افتاد. سپس به پلکان اضطراری رفت، سلاح خود را دوباره بارگذاری کرد و قصد داشت به همان کلاس بازگردد، اما دانشجویان در را قفل کرده بودند. لپین چندین تیر به در شلیک کرد اما نتوانست وارد شود.
او در ادامه به سمت سایر دانشجویان در راهرو تیراندازی کرد و یک نفر را زخمی کرد. سپس به دفتر خدمات مالی نزدیک شد و از پشت پنجرهٔ در به مریس لگنییر شلیک کرد و او را کشت.

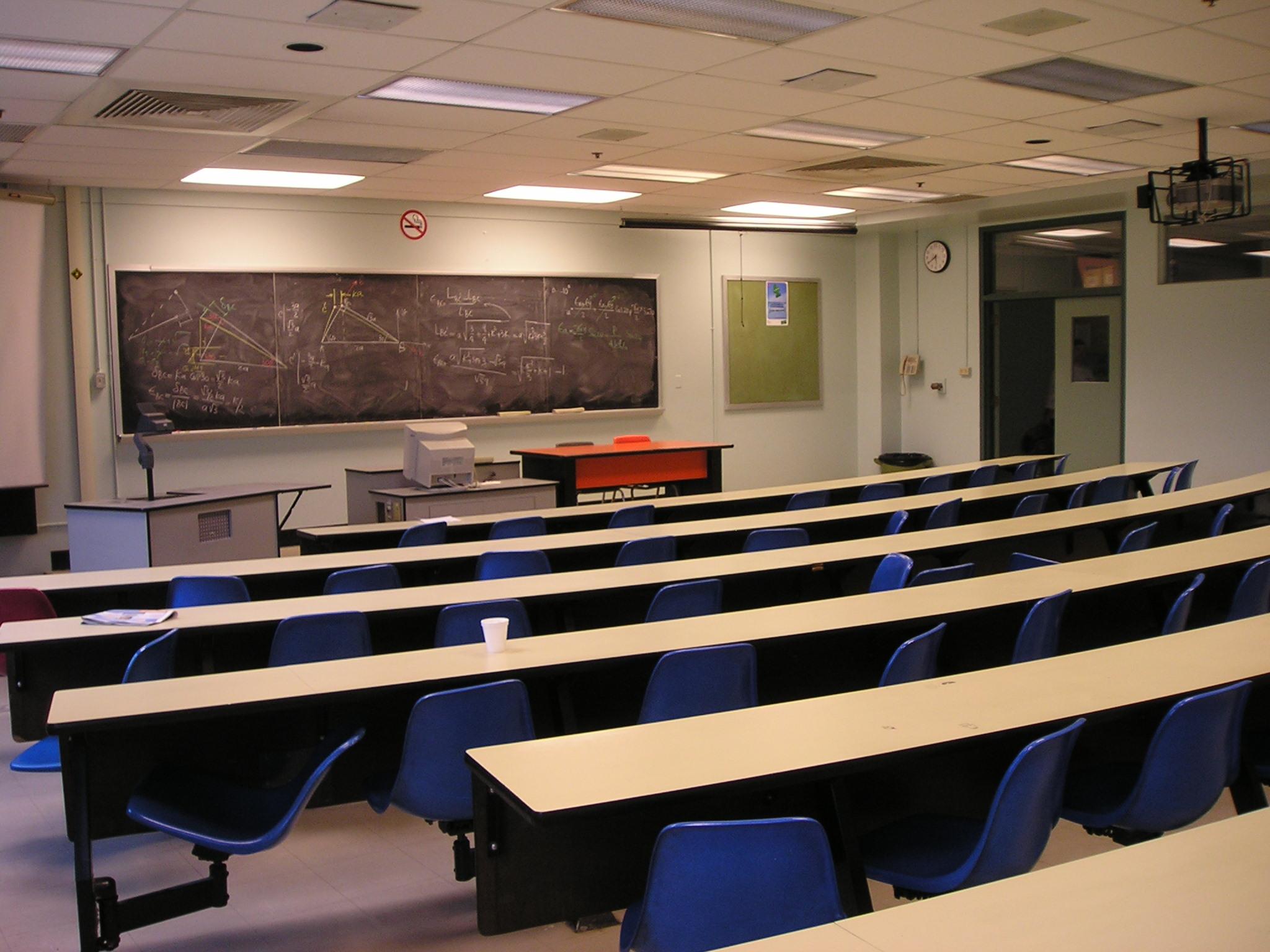
کلاس طبقه سوم که در آن حمله به پایان رسید.

پس از آن به کافه‌تریای طبقه اول رفت که حدود ۱۰۰ نفر در آن حضور داشتند. در این مکان، به باربارا ماریا کلوزنیک، دانشجوی پرستاری نزدیک آشپزخانه، شلیک کرد و او را زخمی کرد. جمعیت پراکنده شد. لپین وارد یک انباری در انتهای کافه‌تریا شد و آن-ماری ادوارد و ژنویو برژرون را که در حال پنهان شدن بودند، کشت. سپس به یک دانشجوی مرد و یک دانشجوی زن که زیر میزی پنهان شده بودند دستور داد بیرون بیایند؛ آنها اطاعت کردند و او اجازه داد زنده بمانند.
او سپس به طبقه سوم رفت و در راهرو به یک زن و دو مرد شلیک کرد و آنها را زخمی کرد. وارد کلاس دیگری شد و به مردان دستور داد خارج شوند. به مریس لکیر، که در جلوی کلاس ارائه می‌داد، شلیک کرد و او را زخمی کرد. سپس به سوی دانشجویان ردیف اول آتش گشود و مود هاورنیک و میشل ریچارد را که قصد فرار داشتند، به قتل رساند. سایر دانشجویان زیر میزها پناه گرفتند. لپین سه دانشجوی زن دیگر را زخمی کرد و آنی تورکوت را کشت.

او خشاب سلاحش را تعویض کرد، به جلوی کلاس رفت و به اطراف شلیک کرد. مریس لکیر که زخمی شده بود درخواست کمک کرد، اما لپین با چاقوی شکاری سه بار به او ضربه زد و او را کشت. سپس کلاهش را برداشت، کت خود را دور تفنگ پیچید و با گفتن «اوه لعنت»، به سر خود شلیک کرد و خودکشی کرد. از شروع حمله تا این لحظه حدود ۲۰ دقیقه گذشته بود و نزدیک به ۶۰ فشنگ استفاده‌نشده در جعبه‌هایی که همراه داشت باقی مانده بود.

### واکنش نیروهای نجات
نحوهٔ مواجههٔ نیروهای واکنش سریع با این تیراندازی به دلیل ناتوانی در حفاظت از دانشجویان و کارکنان به شدت مورد انتقاد قرار گرفت. نگهبانان امنیتی پلی‌تکنیک از نظر آموزش، سازمان‌دهی و تجهیزات دچار ضعف جدی بودند. همچنین مشکلات ارتباطی در مرکز تماس ۹۱۱ موجب شد اعزام پلیس و آمبولانس‌ها با تأخیر انجام شود و در ابتدا نیروها به آدرس‌های اشتباهی هدایت شدند.

پلیس نیز با بی‌نظمی و ضعف در هماهنگی عمل کرد. آنها ابتدا ساختمان را محاصره کردند و منتظر ماندند تا وارد شوند؛ در این فاصله، تیرانداز چندین زن دیگر را به قتل رساند. سه تحقیق رسمی که پس از این حادثه انجام شد، عملکرد نیروهای پلیس را به شدت محکوم کرد.

در پی این انتقادات، تغییراتی در پروتکل‌های واکنش سریع اعمال شد. این اصلاحات موجب شد که در تیراندازی‌های بعدی، از جمله تیراندازی در دانشگاه کنکوردیا در سال ۱۹۹۲، تیراندازی کالج داوسون در سال ۲۰۰۶، و حمله به تپهٔ پارلمان در اتاوا در سال ۲۰۱۴، پلیس با سرعت و فوریت بیشتری وارد عمل شود. در این حوادث، هماهنگی بهتر بین نهادهای واکنش سریع به کاهش تلفات جانی کمک کرد و واکنش پلیس عموماً مورد تحسین قرار گرفت.

## پیامدها
در ۶ دسامبر ۱۹۸۹، پیر لکیر، مدیر روابط عمومی پلیس مونترآل، در خارج از ساختمان پلی‌تکنیک گزارشی برای خبرنگاران ارائه کرد؛ اما پس از ورود به ساختمان، جسد دخترش مریس را در میان کشته‌شدگان یافت.

دولت‌های کبک و مونترآل سه روز عزای عمومی اعلام کردند. در ۱۱ دسامبر ۱۹۸۹، مراسم تشییع مشترکی برای نه تن از قربانیان زن در بازیلیکای نتردام (مونترآل) برگزار شد. ژان ساو، فرماندار کل، برایان مالرونی، نخست‌وزیر وقت، رابرت بوراسا، نخست‌وزیر کبک، و ژان دوره، شهردار مونترآل، به همراه هزاران نفر دیگر در این مراسم حضور داشتند.

## قربانیان

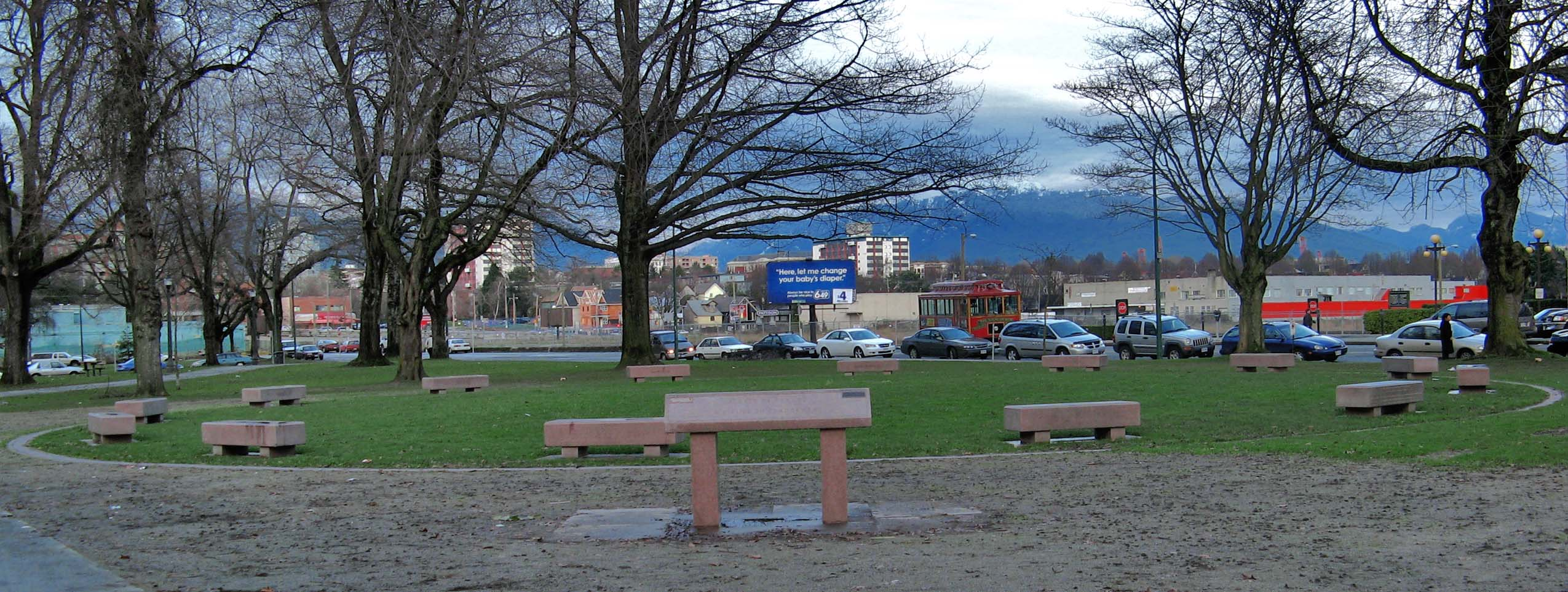
"نشانگر تغییر"، یادمانی متشکل از ۱۴ نیمکت تابوت مانند در ونکوور، بریتیش کلمبیا اثر بت آلبر

لپین ۱۴ زن (۱۲ دانشجوی مهندسی، یک دانشجوی پرستاری و یک کارمند دانشگاه) را کشت و ۱۴ نفر دیگر شامل ۱۰ زن و چهار مرد را زخمی کرد.
- ژنویو برژرون (متولد ۱۹۶۸)، دانشجوی مهندسی عمران، ۲۱ ساله
- هلن کولگان (متولد ۱۹۶۶)، دانشجوی مهندسی مکانیک، ۲۳ ساله
- ناتالی کروتو (متولد ۱۹۶۶)، دانشجوی مهندسی مکانیک، ۲۳ ساله
- باربارا دینیو (متولد ۱۹۶۷)، دانشجوی مهندسی مکانیک، ۲۲ ساله
- آن-ماری ادوارد (متولد ۱۹۶۸)، دانشجوی مهندسی شیمی، ۲۱ ساله
- مود هاورنیک (متولد ۱۹۶۰)، دانشجوی مهندسی مواد، ۲۹ ساله
- مریس لگنییر (متولد ۱۹۶۴)، کارمند بخش مالی پلی‌تکنیک، ۲۵ ساله
- مریس لکیر (متولد ۱۹۶۶)، دانشجوی مهندسی مواد، ۲۳ ساله
- آن-ماری لامه (متولد ۱۹۶۷)، دانشجوی مهندسی مکانیک، ۲۲ ساله
- سونیا پلتیه (متولد ۱۹۶۱)، دانشجوی مهندسی مکانیک، ۲۸ ساله
- میشل ریچارد (متولد ۱۹۶۸)، دانشجوی مهندسی مواد، ۲۱ ساله
- آنی سنت-آرنولت (متولد ۱۹۶۶)، دانشجوی مهندسی مکانیک، ۲۳ ساله
- آنی تورکوت (متولد ۱۹۶۹)، دانشجوی مهندسی مواد، ۲۰ ساله
- باربارا کلوزنیک-ویدایویچ (متولد ۱۹۵۸)، دانشجوی پرستاری، ۳۱ ساله

## یادبودها

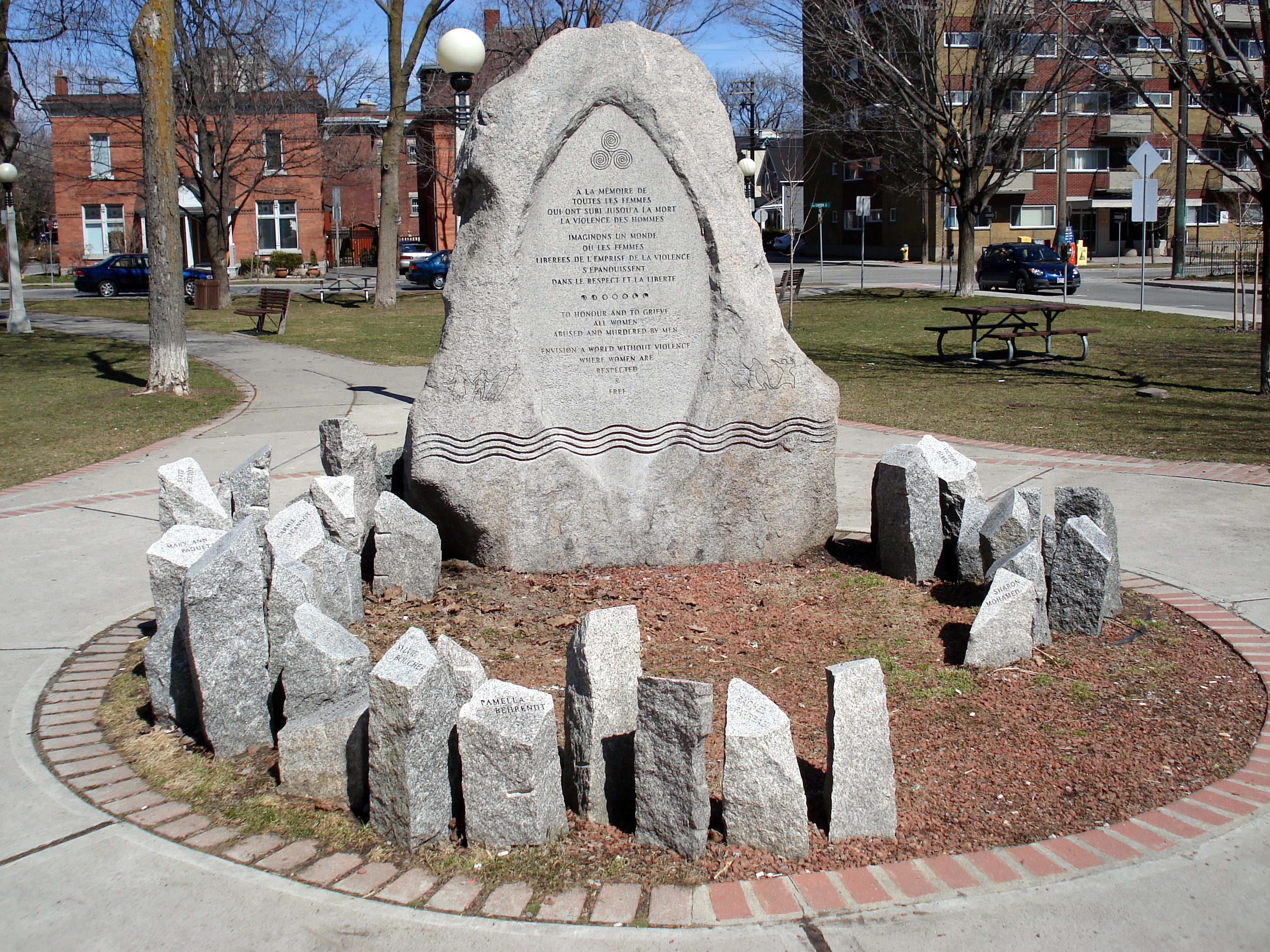
یادبودی در پارک مینتو، اتاوا

- دانشکده پلی‌تکنیک یادبودی دایره‌ای روی دیوار بیرونی نصب کرده که نام تمام قربانیان کشته شده و تاریخ کشتار بر روی آن حک شده است.
- انکلیو: بنای یادبود زنان در اتاوا، بنایی عمومی در پایتخت ملی کانادا است که به گرامیداشت زندگی زنان و دختران محلی که در بین سال‌های ۱۹۹۰ تا ۲۰۰۰ توسط مردان کشته شدند، اختصاص دارد. این بنا در پارک مینتو در نزدیکی خیابان الگین، اتاوا، انتاریو قرار دارد. این یادبود در سال ۱۹۹۲ توسط کمیتهٔ اقدام فوری زنان در واکنش به کشتار پلی‌تکنیک در ۶ دسامبر ۱۹۸۹ ساخته شد و مکانی برای برگزاری مراسم یادبود سالانه این حادثه است. این بنا نمادی اعتراضی علیه خشونت‌های پدرسالارانه علیه زنان شناخته می‌شود.
- شهر ونکوور در بریتیش کلمبیا نیز یادبودی به یاد قربانیان کشتار سفارش داد که توسط بت آلبر ساخته و در یکی از پارک‌های شهر نصب شد.

## عامل جنایت
مارک لپین (با نام اصلی گمیل رودریگ لیا گربی) فرزند مونیک لپین، یک راهبهٔ سابق کاتولیک از تبار فرانسوی-کانادایی، و پدری الجزایری بود که مسلمان غیرمتشرعی به‌شمار می‌رفت. او و خواهرش نادیا غسل تعمید کاتولیکی داده شده بودند اما آموزش مذهبی چندانی دریافت نکردند. به گفتهٔ مادرش در مقاله‌ای که در سال ۲۰۰۶ منتشر شد، پدر، که فروشندهٔ صندوق‌های سرمایه‌گذاری مشترک بود، اعتقادی به برابری زنان و مردان نداشت و نسبت به همسر و پسرش خشونت فیزیکی و کلامی اعمال می‌کرد. زمانی که گمیل هفت سال داشت، والدینش از یکدیگر جدا شدند و پدرش پس از آن، ارتباط خود را با فرزندان قطع کرد. مادرش برای تأمین هزینه‌های خانواده به حرفهٔ پرستاری بازگشت و به دلیل شیفت‌های کاری، فرزندانش در طول هفته نزد خانواده‌های دیگر زندگی می‌کردند.

گمیل در چهارده سالگی نام خود را به مارک لپین تغییر داد و دلیل این تغییر را نفرت از پدرش عنوان کرد. او نام خانوادگی مادرش را برگزید تا از پدرش فاصله بیشتری بگیرد. لپین در مدرسه و هنگام ورود به بزرگسالی با مشکلاتی مواجه بود.
او در زمستان سال ۱۹۸۰–۱۹۸۱ برای پیوستن به نیروی زمینی کانادا اقدام کرد، اما طبق محتوای نامهٔ خودکشی‌اش که در روز حادثه روی بدنش پیدا شد، به دلیل «ضد اجتماعی بودن» رد شد.

شرح کوتاهی که پلیس روز پس از کشتار منتشر کرد، او را فردی باهوش اما مشکل‌دار توصیف می‌کرد. لپین دیدگاهی منفی نسبت به فمینیست‌ها، زنان شاغل و زنانی که در مشاغل سنتاً مردانه مانند پلیس فعالیت می‌کنند داشت. در سال ۱۹۸۲ وارد یک برنامه مقدماتی علوم در سیژپ (کالج پیش‌دانشگاهی) شد، اما پس از یک سال به برنامهٔ فنی سه سالهٔ تکنولوژی الکترونیک تغییر رشته داد و این برنامه را در ترم آخر، بدون ارائهٔ توضیح، رها کرد.
لپین در سال‌های ۱۹۸۶ و ۱۹۸۹ برای ورود به پلی‌تکنیک اقدام کرد، اما به دلیل کمبود دو درس پیش‌نیاز سیژپ نتوانست پذیرش بگیرد. او یکی از این دروس را در زمستان ۱۹۸۹ گذراند.

### نامه خودکشی
در روز کشتار، مارک لپین سه نامه نوشت: دو نامه را برای دوستانش فرستاد و یک نامه در جیب داخلی کت او پیدا شد. پلیس در روزهای پس از حادثه برخی جزئیات این نامهٔ خودکشی را فاش کرد، اما متن کامل آن را منتشر نکرد.

رسانه‌ها برای وادار کردن پلیس به انتشار این نامه به حق دسترسی به اطلاعات متوسل شدند، اما موفق نشدند. حدود یک سال پس از حمله، این بیانیهٔ سه صفحه‌ای به دست فرانسین پلتیه، خبرنگار و فمینیست، درز پیدا کرد. این نامه شامل فهرستی از نام ۱۹ زن اهل کبک بود که لپین آنان را «فمینیست‌های افراطی» خوانده و به نظر می‌رسد قصد داشته آنان را به قتل برساند. این فهرست شامل نام فرانسین پلتیه، یک رهبر اتحادیه، یک سیاستمدار، یک چهرهٔ تلویزیونی و شش افسر پلیس بود که لپین آنان را به دلیل عضویت در یک تیم والیبال آماتور می‌شناخت. این نامه (بدون ذکر فهرست اسامی) در روزنامه لا پرس، که پلتیه در آن ستون‌نویس بود، منتشر شد.

در این نامهٔ درز یافته، لپین خود را فردی منطقی معرفی کرده و فمینیست‌ها را عامل نابودی زندگی‌اش دانسته بود. او از فمینیست‌ها عصبانی بود زیرا معتقد بود آنها به دنبال تغییرات اجتماعی هستند که «امتیازات زن بودن را حفظ کرده و در عین حال در تلاش‌اند امتیازات مردان را نیز به‌دست آورند.»

او در نامهٔ خود همچنین به دنیس لورتی اشاره کرده بود؛ سرجوخه‌ای از نیروهای مسلح کانادا که در ۸ مه ۱۹۸۴ طی حمله‌ای مسلحانه به مجلس ملی کبک، سه کارمند دولت را کشته و سیزده نفر دیگر را زخمی کرده بود. متن اصلی نامه به زبان فرانسوی نوشته شده و ترجمهٔ انگلیسی آن نیز در دسترس است.

## جستجو برای یافتن دلایل
این کشتار کانادایی‌ها را به شدت شوکه کرد. مقامات دولتی و مسئولان عدالت کیفری نگران بودند که بحث‌های گستردهٔ عمومی پیرامون این حادثه باعث رنج خانواده‌های قربانیان و در عین حال افزایش خشونت‌های ضدفمینیستی شود. به همین دلیل، تحقیق عمومی دربارهٔ حادثه انجام نشد و نامهٔ خودکشی مارک لپین نیز منتشر نشد. هرچند پلیس تحقیقی گسترده دربارهٔ عامل و روند قتل‌ها انجام داد، گزارش نهایی آن منتشر نشد و تنها پزشک قانونی اجازه یافت نسخه‌ای از آن را به عنوان منبع در تحقیقات خود داشته باشد. رسانه‌ها، دانشگاهیان، سازمان‌های زنان و خانواده‌های قربانیان نسبت به نبود تحقیقات عمومی و کمبود اطلاعات منتشرشده اعتراض کردند.

جنسیت قربانیان و همچنین اظهارات لپین در طول کشتار و در نامهٔ خودکشی، سبب شد که این حمله به عنوان اقدامی ضدفمینیستی و نمونه‌ای از خشونت گسترده علیه زنان در جامعهٔ کانادا تفسیر شود. با این حال، در ابتدا سیاستمداران و رسانه‌ها از پرداختن به جنبهٔ ضدفمینیستی این حمله پرهیز کردند. رهبران سیاسی مانند رابرت بوراسا، کلود ریان و ژاک پاریزو در اظهارات خود تنها از «قربانیان» و «جوانان» سخن گفتند و اشاره‌ای به «زنان» یا «دختران» نکردند. باربارا فروم، خبرنگار تلویزیونی، نیز از تفسیر این حادثه به عنوان حمله‌ای ضدفمینیستی یا صرفاً خشونت علیه زنان اجتناب کرد و معتقد بود چنین تفسیری ممکن است این تراژدی را کوچک جلوه دهد.

همان‌طور که لپین در نامهٔ خودکشی‌اش پیش‌بینی کرده بود، برخی ناظران این حادثه را اقدامی جداگانه و ناشی از جنون فردی دانستند. یک روان‌پزشک، به عنوان بخشی از تحقیقات پلیس، با خانواده و دوستان عامل حادثه مصاحبه کرد و نوشته‌های او را بررسی کرد. به گفتهٔ او، عامل حادثه انگیزهٔ اصلی خود را خودکشی دانسته بود و یک شیوهٔ خاص برای خودکشی برگزیده بود: کشتن دیگران پیش از خودکشی (استراتژی قتل‌عام/خودکشی)، که نشانه‌ای از یک اختلال شخصیتی جدی محسوب می‌شود. روان‌پزشکان دیگری بر آسیب‌های دوران کودکی لپین تأکید کردند و پیشنهاد دادند که او ممکن است دچار آسیب مغزی شده باشد یا روان‌پریشی داشته و ارتباط خود با واقعیت را از دست داده باشد؛ چرا که در تلاش برای پاک کردن خاطرات پدری خشن و عمدتاً غایب بود و به‌طور ناخودآگاه با مردانگی خشنی که بر زنان سلطه داشت هم‌ذات‌پنداری می‌کرد. 

نظریه‌ای دیگر بر این بود که تجربیات آزاردهندهٔ دوران کودکی باعث شده بود لپین در مواجهه با شکست‌ها و طردشدگی‌های زندگی، خود را قربانی ببیند. مادرش این احتمال را مطرح کرد که پسرش ممکن است به دلیل سوءاستفاده‌ها و احساس ترک‌شدگی دوران کودکی دچار اختلال دلبستگی شده باشد.

برخی دیگر، اقدامات قاتل را نتیجهٔ تغییرات اجتماعی می‌دانستند که به افزایش فقر، احساس ناتوانی، انزوای فردی و شکاف بین زنان و مردان منجر شده بود. عده‌ای نیز با اشاره به علاقهٔ لپین به فیلم‌های اکشن خشن، احتمال دادند که خشونت موجود در رسانه‌ها و جامعه بر رفتار او تأثیر گذاشته باشد. پس از تیراندازی کالج داوسون در سپتامبر ۲۰۰۶، ژان وونگ، ستون‌نویس گلوب اند میل اظهار کرد که لپین به عنوان فرزند یک مهاجر ممکن است در جامعهٔ کبک احساس بیگانگی کرده باشد؛ اظهارنظری که جنجال‌برانگیز شد، چرا که کانادا کشوری با جمعیت زیاد مهاجران است.
با این حال، در سال‌های بعد، این حمله توسط افکار عمومی، دولت‌ها و رسانه‌ها به عنوان یک حملهٔ زن‌ستیزانه علیه زنان و فمینیسم شناخته شد.

دانشمندان معتقدند اقدامات فرد مسلح ریشه در زن‌ستیزی گستردهٔ جامعه، از جمله تحمل خشونت علیه زنان، داشت. جرم‌شناسان این کشتار را نمونه‌ای از جنایت ناشی از نفرت یا تعصب علیه زنان می‌دانند، چرا که قربانیان صرفاً به دلیل زن بودن هدف قرار گرفته بودند. آنها این حادثه را نوعی قتل-خودکشی «کاذب-اجتماعی» و «شبه-کماندویی» طبقه‌بندی می‌کنند؛ حالتی که در آن مرتکب یک گروه خاص را در مکان عمومی هدف قرار می‌دهد و در پی آن قصد دارد در یک «اوج باشکوه» بمیرد.

افراد نزدیک به این حادثه نیز نظراتی ابراز داشتند: مادر لپین این احتمال را مطرح کرد که این حمله ممکن است به‌طور نمادین متوجه خود او بوده باشد، چرا که برخی او را به عنوان یک فمینیست (به دلیل مجرد و شاغل بودن) تلقی می‌کردند. ناتالی پرووست، از بازماندگان این کشتار که در زمان حادثه فمینیست‌بودن خود را انکار کرده بود، بعدها این «عنوان زیبا» را پذیرفت و اظهار داشت که همواره این کشتار را به عنوان یک عمل ضدفمینیستی درک می‌کرده است.

## میراث

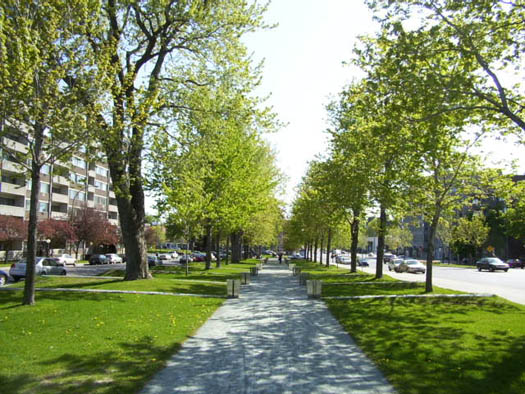
مکان ۶ دسامبر ۱۹۸۹ شامل اثر هنری شبستانی برای چهارده ملکه

بازماندگان و شاهدان این حادثه از میان کارکنان و دانشجویان دانشگاه با پیامدهای جسمی، اجتماعی، وجودی، مالی و روانی متعددی، از جمله ابتلا به اختلال اضطراب پس از سانحه روبه‌رو شدند. دست‌کم دو دانشجو پس از این رویداد خودکشی کردند و یادداشت‌هایی به‌جا گذاشتند که تأیید می‌کرد مرگ آن‌ها ناشی از فشار روانی ناشی از کشتار بوده است.
نُه سال پس از این حادثه، بازماندگان گزارش دادند که همچنان تحت تأثیر تجربیات خود هستند، گرچه برخی از اثرات آن با گذشت زمان کاهش یافته بود.

### اقدامات علیه خشونت علیه زنان
این کشتار، جنبش زنان در کانادا را به شدت فعال کرد و فعالان زن به‌سرعت آن را نمادی از خشونت علیه زنان دانستند. جودی ربیک، فمینیست کانادایی، به یاد می‌آورد: «مرگ آن زنان جوان بی‌نتیجه نخواهد بود، ما قول دادیم. سوگواری خود را به سازماندهی برای پایان دادن به خشونت مردان علیه زنان تبدیل خواهیم کرد.»

در پاسخ به این حادثه، کمیته‌ای فرعی در مجلس عوام برای بررسی وضعیت زنان تشکیل شد. این کمیته در ژوئن ۱۹۹۱ گزارشی تحت عنوان جنگ علیه زنان منتشر کرد، هرچند این گزارش مورد تأیید کامل کمیتهٔ دائمی قرار نگرفت. به دنبال توصیه‌های این گزارش، دولت فدرال در اوت ۱۹۹۱ «پنل کانادایی دربارهٔ خشونت علیه زنان» را تأسیس کرد. این پنل در ژوئن ۱۹۹۳ گزارشی نهایی با عنوان تغییر منظر: پایان دادن به خشونت – دستیابی به برابری منتشر کرد.

پنل، یک «طرح عمل ملی» دووجهی شامل «طرح عمل برابری» و «سیاست عدم تحمل» پیشنهاد داد که هدف آن افزایش برابری زنان و کاهش خشونت علیه زنان از طریق سیاست‌های دولتی بود. با این حال، منتقدان پنل معتقد بودند که این طرح فاقد زمان‌بندی و استراتژی عملی روشن برای اجرا بود و با داشتن بیش از ۴۰۰ توصیه، بیش از حد پراکنده بود تا تأثیرگذار واقع شود.

در استان کبک، خانواده‌های قربانیان بنیادی برای حمایت از سازمان‌های مبارزه با خشونت، به ویژه خشونت علیه زنان، تأسیس کردند. این بنیاد تاکنون به فعالیت خود در سطوح مختلف جامعه ادامه داده است. بازماندگان و بستگان قربانیان نیز به صحبت دربارهٔ این موضوع ادامه داده‌اند و محققان مطالعات خود در زمینهٔ خشونت خانوادگی و خشونت علیه زنان را گسترش داده‌اند.
در ۶ دسامبر ۱۹۹۵، دولت کبک «سیاست مداخله در خشونت زناشویی» را با هدف شناسایی، پیشگیری و پایان دادن به خشونت خانگی تصویب کرد.

### کنترل اسلحه
این کشتار محرک بزرگی برای جنبش کنترل سلاح در کانادا شد. کمتر از یک هفته پس از این رویداد، دو استاد دانشگاه پلی‌تکنیک طوماری خطاب به دولت کانادا تهیه کردند و خواستار کنترل سختگیرانه‌تر اسلحه شدند. این طومار بیش از نیم میلیون امضا جمع‌آوری کرد. هایدی راتجن، دانشجویی که در یکی از کلاس‌هایی حضور داشت که لپین از آن عبور کرده بود، به همراه وندی کوکییر «ائتلاف برای کنترل اسلحه» را با هدف افزایش مقررات سلاح سازماندهی کرد. سوزان لاپلانت-ادوارد و جیم ادوارد، والدین یکی از قربانیان، نیز به‌طور فعال در این موضوع مشارکت داشتند.

فعالیت‌های این افراد و دیگران منجر به تصویب لایحهٔ سی-۱۷ در سال ۱۹۹۲ و لایحهٔ سی-۶۸، که معمولاً به عنوان «قانون اسلحه» شناخته می‌شود، در سال ۱۹۹۵ شد. این قوانین مقررات سخت‌گیرانه‌تری در زمینهٔ کنترل سلاح به همراه داشتند، از جمله: الزامات آموزشی برای مالکان سلاح، غربالگری متقاضیان، دورهٔ انتظار ۲۸ روزه برای خریداران جدید، قوانین مربوط به ذخیره‌سازی سلاح و مهمات، ثبت تمام سلاح‌ها، محدودیت ظرفیت خشاب‌های سلاح‌های نیمه‌اتوماتیک مرکز آتش و اعمال محدودیت‌ها و ممنوعیت‌هایی بر برخی سلاح‌ها.

در سال ۲۰۰۹، بازماندگان کشتار، خانواده‌هایشان و دانشجویان سابق و کنونی پلی‌تکنیک مونترآل با یکدیگر ائتلاف PolySeSouvient را تأسیس کردند تا علیه اقدامات دولت محافظه‌کار استیون هارپر، که هدف آن لغو سامانهٔ ثبت سلاح‌ها بود، اعتراض کنند. ثبت فدرال طولانی‌مدت سلاح‌ها در آوریل ۲۰۱۲ توسط دولت هارپر لغو شد، اما استان کبک موفق به دریافت حکمی موقت شد که مانع از حذف داده‌های ثبت سلاح‌های این استان گردید. با این حال، در مارس ۲۰۱۵، دیوان عالی کانادا به نفع دولت فدرال حکم داد و اجازهٔ نابودی کامل داده‌های ثبت فدرال را صادر کرد. در پی این تصمیم، کبک سامانهٔ ثبت سلاح‌های استانی خود را راه‌اندازی کرد.

از زمان تأسیس، PolySeSouvient، با ناتالی پرووست و هایدی راتجن به عنوان سخنگویان خود، به فعالیت در زمینهٔ لابی‌گری برای کنترل سلاح و ارتقاء ایمنی در کبک و سراسر کانادا ادامه داده است.

در سال ۲۰۱۸، دولت لیبرال جاستین ترودو لایحهٔ سی-۷۱ را معرفی کرد که برخی از الزامات ثبت فروش سلاح‌ها را احیا می‌کرد، اما PolySeSouvient این اقدامات را ناکافی و ناقص دانست. در سال ۲۰۲۰، پس از قتل‌عام نوا اسکوشیا و با اشاره به کشتار پلی‌تکنیک، ترودو ممنوعیتی بر حدود ۱۵۰۰ مدل از «سلاح‌های سبک حمله با درجهٔ نظامی» اعلام کرد که شامل مدلی می‌شد که در کشتار مونترآل استفاده شده بود. PolySeSouvient از این اقدام استقبال کرد، اما همزمان به امکان استفاده از ماده‌ای قانونی که به برخی مالکان اجازه می‌داد این سلاح‌ها را حفظ کنند، به عنوان تهدیدی علیه امنیت عمومی اعتراض کرد.

## بحث و جدل
جنبش فمینیستی به دلیل تصاحب این کشتار به عنوان نمادی از خشونت مردان علیه زنان، مورد انتقاد قرار گرفته است. در سال ۱۹۹۰، روچ کوته، روزنامه‌نگار، در مقاله‌ای عنوان کرد که فمینیست‌ها از این کشتار به عنوان فرصتی برای آزاد کردن «دیوانگی‌هایشان» استفاده کرده‌اند. موافقان حقوق مردان و مخالفان فمینیسم ادعا کردند که خود فمینیسم موجب برانگیختن خشونت علیه زنان شده است. هرچند آنان به‌طور صریح این کشتار را تأیید نکردند، اما برخی آن را به عنوان ابراز افراطی ناامیدی مردان در برابر تغییرات اجتماعی تفسیر کردند. برخی ضد فمینیست‌ها حتی قاتل را به عنوان قهرمان ستودند و اقدامات او را تحسین کرده و تهدید به اعمال خشونت کردند.
بازماندگان مرد این کشتار نیز به دلیل عدم مداخله برای متوقف کردن تیرانداز مورد انتقاد قرار گرفتند. در مصاحبه‌ای بلافاصله پس از حادثه، یکی از خبرنگاران از یکی از بازماندگان مرد پرسید که چرا «زنان را رها کردند» در حالی که هدف تیرانداز مشخصاً زنان بود. رنه ژالبر، نگهبانی که پیش‌تر توانسته بود دنیس لورتیه را به تسلیم متقاعد کند، اظهار داشت که کسی باید مداخله می‌کرد تا دست‌کم تیرانداز را منحرف کند، اما در عین حال اذعان کرد که «شهروندان عادی نمی‌توانند انتظار داشته باشند در میانهٔ ترس به‌طور قهرمانانه واکنش نشان دهند.»
مارک استین، ستون‌نویس روزنامه‌های محافظه‌کار، ادعا کرد که عدم اقدام مردان در جریان این کشتار، بازتابی از «فرهنگ انفعال» رایج در میان مردان کانادایی بود که وقوع چنین تیراندازی‌هایی را ممکن می‌سازد. برخی دانشجویان و کارکنان مرد نیز از اینکه برای متوقف کردن تیرانداز اقدامی نکرده بودند، ابراز پشیمانی کردند.
با این حال، جامعهٔ دانشجویی پلی‌تکنیک به شدت این انتقادات را رد کرد. ناتالی پرووست، یکی از بازماندگان، اظهار داشت که احساس می‌کند هیچ کاری نمی‌توانست از وقوع این تراژدی جلوگیری کند و همکلاسی‌های مرد او نباید احساس گناه داشته باشند. اسما منصور، یکی دیگر از بازماندگان، نیز بر اقدام‌های مردان برای نجات جان او و کمک به آسیب‌دیدگان تأکید کرد.

## گرامیداشت

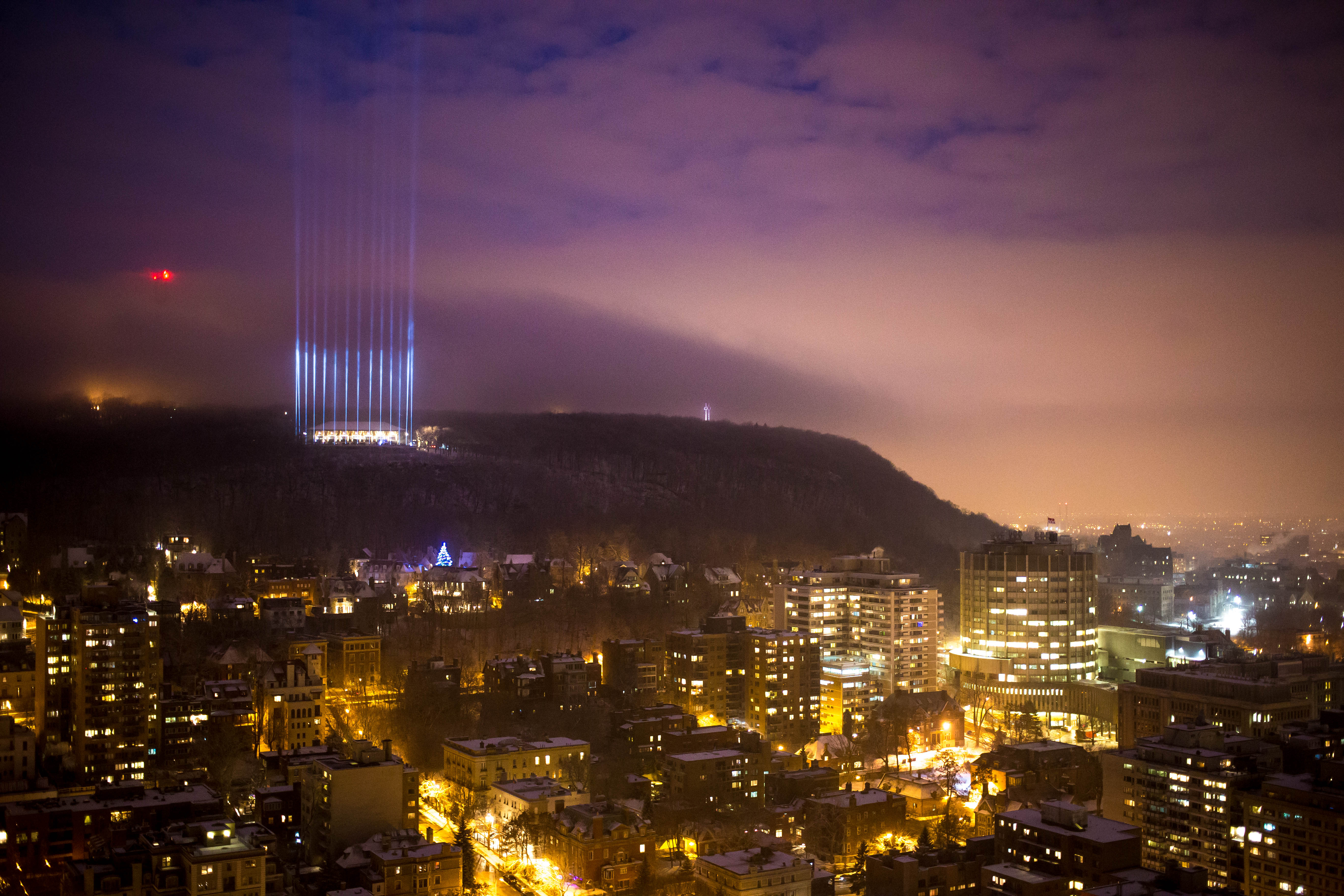
در بیست و پنجمین سالگرد، چهارده پرتو نور به نشانه ۱۴ قربانی کشتار از مونت رویال می‌درخشد.

از سال ۱۹۹۱، سالگرد این کشتار به عنوان «روز ملی یادبود و اقدام علیه خشونت علیه زنان» تعیین شده است؛ روزی که به عنوان فراخوانی برای اقدام علیه تبعیض و خشونت علیه زنان در نظر گرفته می‌شود. کمپین روبان سفید نیز در همان سال توسط گروهی از مردان در استان انتاریو و در واکنش به این کشتار راه‌اندازی شد تا آگاهی عمومی دربارهٔ شیوع خشونت مردان علیه زنان را افزایش دهد.
مکان Place du 6-Décembre-1989 در محله نوتردام دوگراس مونترال به‌عنوان یادبود قربانیان کشتار ایجاد شد. این مکان در گوشه خیابان‌های دسلز و کویین مری واقع شده و در فاصله کوتاهی از دانشگاه قرار دارد و در آن یادبود هنری شبستانی برای چهارده ملکه اثر رز-ماری گول واقع شده است. در ابتدا به‌عنوان یادبودی برای یک «حادثه غم‌انگیز» توصیف شده بود، در سال ۲۰۱۹، تابلوی آن تغییر کرد تا نشان دهد که حمله ضدفمینیستی بوده و ۱۴ زن کشته شدند.
هر سال در تاریخ ۶ دسامبر، رویدادهایی در سرتاسر کشور به یاد زنان کشته‌شده برگزار می‌شود و یادبودهای متعددی ساخته شده است. یادبود در ونکوور جنجال‌برانگیز شد زیرا به «تمام زنانی که توسط مردان کشته شده‌اند» اختصاص داده شده بود که منتقدان می‌گویند این ادعا به این معناست که همه مردان بالقوه قاتل هستند. زنان مشارکت‌کننده در این پروژه تهدید به مرگ دریافت کردند و شورای پارک ونکوور برگزاری یادبودهای آینده که ممکن است گروه‌های دیگر را به چالش بکشاند، ممنوع کرد.
از زمان مراسم گرامیداشت در بیست و پنجمین سالگرد کشتار در سال ۲۰۱۴، هر سال چهارده چراغ جستجو در قله کوه رویال نصب شده است که نمایانگر چهارده قربانی کشتار است. در ساعت ۵:۱۰ بعدازظهر، زمان شروع حمله، نام هر قربانی خوانده می‌شود و پرتو نوری به سمت آسمان پرتاب می‌شود. این رویداد با حضور رهبران محلی و ملی برگزار می‌شود.

در سال ۲۰۱۳، یک ساختمان جدید علوم در کالج جان ابوت به‌افتخار آن ماری ادوارد، یکی از قربانیان کشتار که در سیژپ تحصیل کرده بود، نامگذاری شد.
در سال ۲۰۱۴، «سفارش گل رز سفید» تأسیس شد که یک بورسیه ملی ۳۰٬۰۰۰ دلاری برای دانشجویان زن فارغ‌التحصیل مهندسی است. کمیته انتخاب این بورسیه به‌دست میشل تیبوته-دوگیور، اولین زن فارغ‌التحصیل پلی‌تکنیک رهبری می‌شود.

## تصویرسازی در رسانه‌ها
این حادثه در هنرها نیز گرامی داشته شده است. فیلم تحسین‌شده پلی‌تکنیک (فیلم) به کارگردانی دنی ویلنوو در سال ۲۰۰۹ منتشر شد و بحث‌هایی دربارهٔ مطلوبیت بازسازی این تراژدی در قالب یک فیلم جریان اصلی به راه انداخت. در نمایشنامه‌ای با عنوان آنوراک نوشتهٔ آدام کلی، تماشاگران بر اساس جنسیت جدا می‌شوند؛ این اثر توسط روزنامهٔ مونترال گزت به عنوان یکی از بهترین نمایشنامه‌های سال ۲۰۰۴ انتخاب شد. نمایشنامه "مرد دسامبر" نوشته کالین مورفی، نخستین بار در سال ۲۰۰۷ در کلگری روی صحنه رفت. نمایشنامه "مته‌های" نوشته وجدی معواد در سال ۲۰۰۷، الهام‌گرفته از این تراژدی است و پژواک‌هایی از آن را در خود دارد. در سال ۲۰۰۹، نمایشنامه‌نویس کبکی گیلبرت تورپ، "Pur chaos du désir" را نوشت که به بررسی فروپاشی یک ازدواج در پی کشتار پلی‌تکنیک پرداخت. چندین آهنگ دربارهٔ این رویدادها نوشته شده است، از جمله "این یادآوری" اثر گروه ویرد سیتسرز، "مونترال" اثر د تراژیکالی هیت و "۶ دسامبر ۱۹۸۹" اثر خواننده استرالیایی جودی اسمال.